# Алаев, Энрид Борисович
Энрид Бори́сович Ала́ев (27 декабря 1925, Одесса, УССР, СССР — 2001) — советский и российский экономико-географ, экономист, ветеран Советской Армии (1943—1958). Доктор экономических наук (1973). Брат Алаева Леонида Борисовича. Участник Великой Отечественной войны. Капитан в отставке. Заместитель председателя Совета по изучению производительных сил при Госплане СССР. Сотрудник Института географии АН СССР. Член КПСС.
Научная специализация — экономическая и социальная география и региональное планирование.

## Биография
Призван Пушкинским военкоматом (Пушкинский район Московская области). Дата начала службы: 20.01.1943, завершил: 04.09.1958. Служил в 24 ВА, завершающая должность начальник дивизионной партшколы.
Окончил Латвийский педагогический институт.
Работал в экономических комиссиях ООН в 1966—1978 гг.
Сотрудник Института географии АН СССР в 1978-81, 1986—1993 гг.

### Диссертации
- Проблемы экономического районирования в Германской Демократической Республике : диссертация … кандидата географических наук : 11.00.00. — Москва, 1960. — 236 с.
- Региональное планирование в развивающихся странах : диссертация … доктора экономических наук : 08.00.17. — Москва, 1973. — 329 с.

### Энциклопедии
- Географический энциклопедический словарь: Понятия и термины
- Энциклопедия СНГ : История. Демография. Финансы. Инвестиции. Банки. Страхование. Экология / Э. Б. Алаев, Т. С. Грачёва, Е. Ш. Качалова. — М. : Финансы и страхование, 2001

### Книги
- Алаев Э. Б. Региональное планирование в развивающихся странах / Э. Б. Алаев; АН СССР, Совет по изучению производит. сил при Госплане СССР. — Москва : Наука, 1973. — 216 с.
- Алаев Э. Б. Социально-экономическая география : понятийно-терминол. слов. / Э. Б. Алаев. — Москва : Мысль, 1983. — 290, [60] с. : ил.; 24 см. — Библиогр.: с. 284—290 (191 назв.). — 40000 экз.
- Алаев Э. Б. Экономико-географическая терминология : [слов.-справ.] / Э. Б. Алаев. — Москва : Мысль, 1977. — 199 с.
- Эффективность комплексного развития экономического района / Э. Б. Алаев; Акад. наук СССР, Госплан СССР, Совет по изучению производит. сил. — Москва : Наука, 1965. — 173 с. : схем.; 21 см. — Библиогр. в конце глав. — 3500 экз.
- Алаев Э. Б. Глобальное сообщество: новая система координат : (Подходы к проблеме) : [сборник] / Э. Б. Алаев [ и др.]; Рук. проекта и отв. ред. А. И. Неклесса; науч. ред. А. В. Гудыменко; Рос. акад. наук, Науч. совет по истории мировой культуры,Нац. ин-т развития, Центр геоэкон. и соц. исслед. и др. — Санкт-Петербург : Алетейя, 2000. — 313 с. — (Глобальные проблемы XXI века) (Московская школа геоэкономических и социальных исследований; вып. 1). — Прил.: с. 260—310. — 2000 экз. — ISBN 5-89329-240-5
- Россия — 2015: оптимистический сценарий / Абалкин Л. И., Алаев Э. Б., Амосов А. И. и др.; отв. ред. Л. И. Абалкин; Ин-т экономики Рос. акад. наук, Моск. межбанк. валют. биржа. — Москва : ММВБ, 1999. — 413, [1] с. : ил.; 22 см. — Библиогр.: с.406-408. — 3000 экз. — ISBN 5-8341-0007-4

### Ответственный редактор
- Территориальная структура народного хозяйства СССР в период НТР: сдвиги и тенденции / Приваловская Г. А. и др.]; отв. ред. Э. Б. Алаев, Г. А. Приваловская; АН СССР, Ин-т географии. — Москва : Наука, 1989. — 190, [2] с. : ил.; 22 см. — Перед вып. дан. 1-й авт.: Приваловская Генриетта Алексеевна.- Авт. указаны на обороте тит. л. — Библиогр.: с. 185—191. — Авт. указаны на обороте тит. л. — 1050 экз. — ISBN 5-02-003299-9
- Территориальная структура хозяйства развитых капиталистических стран в период НТР : сдвиги и тенденции / Л. А. Аксенова [и др.]; отв. ред. Э. Б. Алаев, В. А. Колосов; АН СССР, Институт географии. — Москва : Наука, 1989. — 180 с.; 20 см. — Авт. указаны перед вып. дан. — Библиогр.: с. 179—181. — 700 экз. — ISBN 5-02-003300-6
- Региональные проблемы управления хозяйством : (зарубежный опыт) : [сборник статей] / АН СССР, [Ин-т географии; ред. и авт. предисл. Алаев Э. Б., Артоболевский С. С.]. — Москва : [б. и.], 1990. — 288 с. : ил.; 22 см. — Библиогр. в конце ст. — 400 экз.
- Бакланов П. Я. Пространственные системы производства: (микроструктур. уровень анализа и управления) / П. Я. Бакланов; отв. ред. Э. Б. Алаев; АН СССР, Дальневост. науч. центр, Тихоокеан. ин-т географии. — Москва : Наука, 1986. — 149, [1] с. : ил.; 22 см. — Библиогр.: с. 140—148. — 1350 экз.
- Западная Европа: региональные контрасты на новом этапе НТР / О. В. Грицай; ответственный редактор Э. Б. Алаев; АН СССР, Институт географии. — Москва : Наука, 1988. — 146, [2] с. : ил.; 22 см. — Библиография: с. 142—147. — 1400 экз. — ISBN 5-02-003345-6

## Награды
Медали «За боевые заслуги» (1954), «За победу над Германией в Великой Отечественной войне 1941—1945 гг.» (1945). Золотая медаль имени П. П. Семенова (1986).